# Colin Todd
Colin Todd (* 12. Dezember 1948 in Chester-le-Street, County Durham, England) ist ein ehemaliger englischer Fußballspieler und aktueller -trainer. Als Spieler absolvierte er zwischen 1972 und 1977 insgesamt 27 Länderspiele für die englische Nationalmannschaft.

## Spielerlaufbahn
Todd begann seine Karriere beim FC Sunderland, wo er 1966 – im Alter von 18 Jahren – seinen Einstand in der First Division gab. Nach 173 Spielen für diesen Verein wechselte der Innenverteidiger 1971 zu dem Klub Derby County, der zu diesem Zeitpunkt von Brian Clough und Peter Taylor trainiert wurde. Er verbrachte dort eine sehr erfolgreiche Zeit, gewann in den Jahren 1972 und 1975 die englische Meisterschaft und wurde im zweiten Meisterjahr sogar von der Spielervereinigung PFA zu Englands Fußballer des Jahres („PFA Players' Player of the Year“) gewählt.
Während dieser Zeit wurde er auch zum Nationalspieler und debütierte dabei am 23. Mai 1972 im Wembley-Stadion gegen Nordirland. Seine Laufbahn in der englischen Nationalmannschaft sollte rund fünf Jahre andauern, bis er am 28. Mai 1977 gegen den gleichen Gegner in Belfast sein letztes Spiel absolvierte. Internationale Erfolge blieben ihm mit England dabei weitestgehend versagt.
Nachdem Todd 1978 Derby verlassen und anschließend beim FC Everton und Birmingham City agiert hatte, schloss er sich 1982 Nottingham Forest an, der von seinem alten Trainer Brian Clough trainiert wurde. Als mittlerweile Mittdreißiger spielte er noch zwei Jahre in Nottingham und verbrachte anschließend jeweils kurze Zeit bei Oxford United, den kanadischen Vancouver Whitecaps sowie Luton Town, bevor er dann seine aktive Karriere beendete.

## Trainerkarriere
Im März 1990 übernahm er das Cheftraineramt beim FC Middlesbrough und folgte Bruce Rioch nach. Unter Rioch hatte er bereits die Mannschaft als Kotrainer betreut und sie in zwei aufeinander folgenden Spielzeiten aus der drittklassigen Third Division bis in die erstklassige First Division geführt. Middlesbrough befand sich zu dem Zeitpunkt in der unteren Tabellenhälfte der Second Division und in akuter Gefahr, nach den zwei Aufstiegserfolgen in Serie nun zwei Abstiege in Folge hinnehmen zu müssen. Mit Todd gelang dem Verein der Klassenerhalt und im anschließenden Jahr qualifizierte sich Middlesbrough für die Play-off-Spiele zum Aufstieg in die erste Liga, wo sie jedoch im Halbfinale den späteren Siegern von Notts County unterlagen. Todd verließ daraufhin den Verein und wurde von Lennie Lawrence beerbt, dem der Aufstieg dann in seiner ersten Saison gelang.
Im Oktober 1993 wurde er zum Assistenten von Roy McFarland bei seinem ehemaligen – nun zweitklassigen – Klub Derby County ernannt. Gemeinsam erreichten sie erneut die Play-off-Spiele zum Aufstieg in die Premier League und verloren im Endspiel gegen Leicester City. Er wechselte dann zu den Bolton Wanderers, wo er erneut – wie schon in Middlesbrough – unter Bruce Rioch arbeiten sollte. Als Rioch dann nach dem Aufstieg von Bolton in die Premier League zum FC Arsenal wechselte, bekam Todd mit McFarland erneut einen vorgesetzten Trainer, mit der bereits gearbeitet hatte. In der Zwischenzeit war auch mit Derby ein weiterer ehemaliger Verein Todds nach seinem Weggang in die Premier League aufgestiegen und sollte dort sechs Jahre lang Erstligafußball spielen.
Bolton konnte sich nicht in der Premier League behaupten und entließ McFarland zu Beginn des Jahres 1996, als sich die Mannschaft am Tabellenende befand. Todd übernahm das Traineramt, konnte aber gemeinsam mit seinem Assistenten Ian Porterfield den Abstieg nicht vermeiden.
Die Saison 1996/97 begann Bolton in einer sehr starken Form. Der Verein führte die Tabelle stets an und stieg dann in der letzten Saison im alten Stadion – dem Burnden Park – mit 98 Punkten und 100 Toren direkt wieder in die Premier League auf, wo fortan im neuen Reebok Stadium gespielt werden sollte. Todd verpflichtete einige hochkarätige Fußballer, darunter Robbie Elliott von Newcastle United und Dean Holdsworth vom FC Wimbledon. Dennoch fand sich die Mannschaft erneut im Tabellenkeller wieder und stieg am Ende aufgrund der schlechteren Tordifferenz gegenüber dem FC Everton in die Zweitklassigkeit ab. Nach einem schwachen Start in den ersten sieben Spielen der Saison 1999/2000 und dem Verkauf des Führungsspielers im Mittelfeld Per Frandsen trat Todd von seinem Amt zurück. Zwei Jahre später konnte Bolton unter Sam Allardyce in die erste Liga zurückkehren.
Todd wurde im Juni 2000 von dem drittklassigen Verein Swindon Town angeheuert, der soeben aus der zweiten Liga abgestiegen war. Die hohen Erwartungen auf einen Wiederaufstieg wurden jedoch enttäuscht und Swindon befand sich schnell in den Abstiegsregionen. Nach nur fünf Monaten erklärte Todd seinen Rücktritt und wurde zum zweiten Mal in seiner Karriere Kotrainer bei Derby County. Swindon konnte fortan unter Todds Nachfolger Andy King den Fall in die Viertklassigkeit verhindern.
Nachdem Jim Smith im Oktober 2001 sein Traineramt nieder gelegen hatte, wurde Todd zu Derbys Cheftrainer in der Premier League befördert. Nach nur drei Monaten wurde er jedoch wieder nach anhaltender Erfolglosigkeit entlassen, wobei ihm eine 1:3-Heimniederlage gegen die Bristol Rovers – einen Abstiegskandidaten aus der vierten Liga – zum Verhängnis wurde. Auch sein Nachfolger John Gregory konnte anschließend den Abstieg in die zweite Liga nicht mehr abwenden.
Im Dezember 2003 kehrte Todd als Assistent von Bryan Robson beim Verein Bradford City ins Trainergeschäft zurück. Die Bantams hatten zuvor unter Trainer Nicky Law in der zweiten Liga gegen den Abstieg gekämpft und die Dinge verschlechtern sich unter der neuen Trainerriege weiter, als Bradford als Tabellenvorletzter in die dritthöchste Spielklasse absteigen musste. Der Verein verlängerte Robsons Vertrag nicht und berief stattdessen Todd in die Trainerposition, der nun bereits zum vierten Mal derartig in ein Cheftraineramt befördert worden war. Obwohl er schließlich der Trainer mit der längsten Amtszeit bei Bradford City – bezogen auf die letzten 20 Jahre – war, konnte er sich im Verein nie eine unumstrittene Rückendeckung erarbeiten und wurde am 12. Februar 2007 entlassen. Als Gründe für die Demission Todds gab der Vereinsvorsitzende Julian Rhodes die schlechten Ergebnisse und den zunehmenden Druck aus der Anhängerschaft an.
Am 10. April des gleichen Jahres wurde verkündet, dass Todd zum 18. Juni das Traineramt beim dänischen Verein Randers FC im Rahmen eines Zweijahresvertrages übernehmen wird. Nach zwei Jahren in der dänischen Liga, wurde er im Sommer 2009 durch John Jensen ersetzt. Kurze Zeit später übernahm er den Trainerposten beim englischen Viertligisten FC Darlington. Nachdem der Verein zu Beginn der Saison 2009/10 in neun Spielen lediglich zwei Punkte holte, trennten sich Todd und Darlington im gegenseitigen Einvernehmen.

## Sonstiges
- Sein Sohn Andy Todd war ebenfalls Profifußballer und spielte in der australischen A-League für Perth Glory.

## Erfolge
- Englischer Meister: 1972, 1975
- Englands Fußballer des Jahres: 1975